# Ультиматум Директорії раднаркому

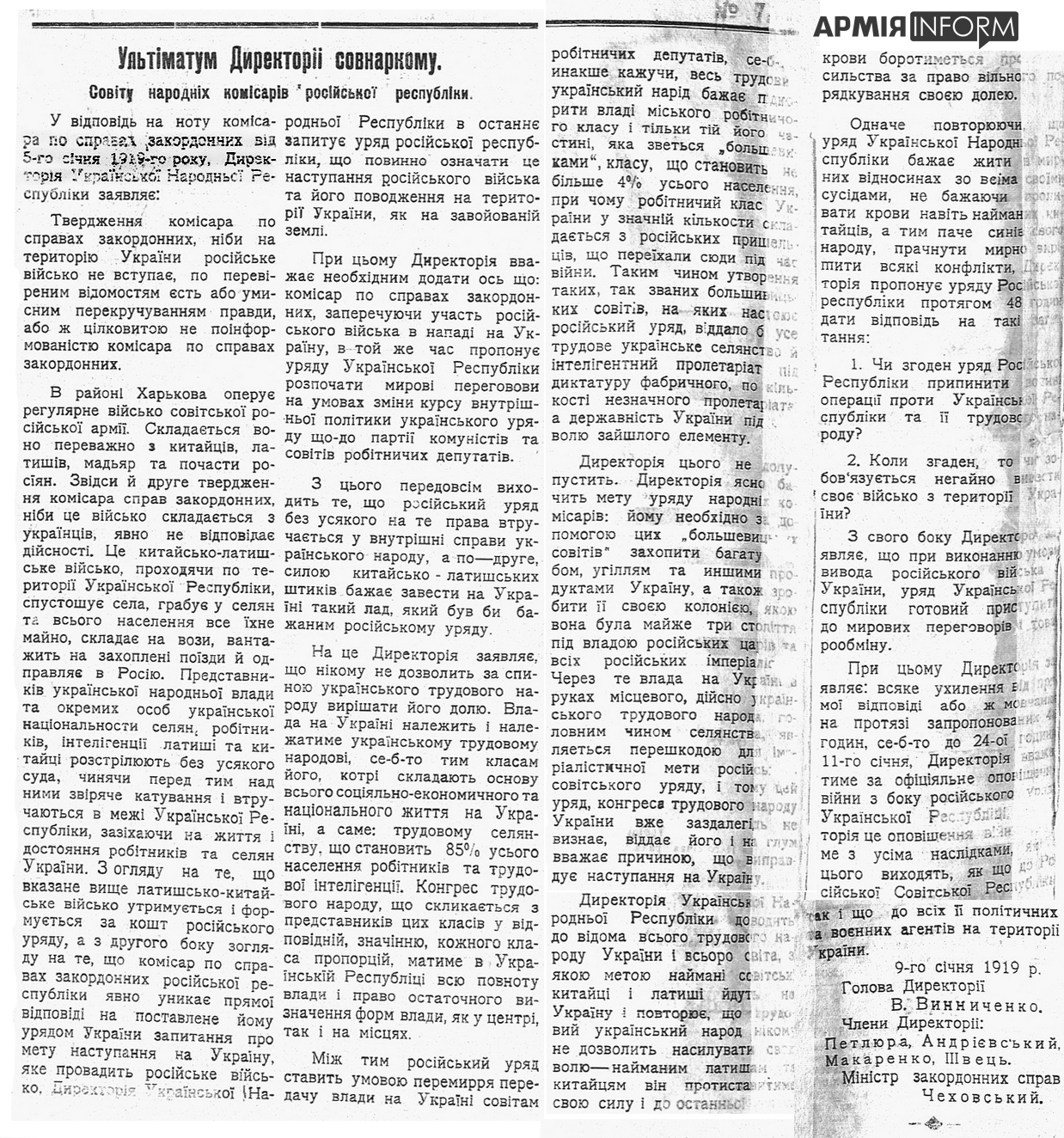
Текст Ультиматиму опубліковано в газеті «Нова Рада», № 7 від 11 січня 1919 року

Ультиматум Директорії раднаркому — офіційний документ Директорії Української Народної Республіки.
Підготовлений і підписаний Головою Директорії УНР Володимиром Винниченком, членами Директорії С. Петлюрою, О. Андрієвським, А. Макаренком, Ф. Швецем та міністром закордонних справ УНР В. Чехівським.
Прийнятий 9 січня 1919 року, того ж дня переданий телеграфом до Москви.

## Передісторія
18 листопада 1918 року 1-а та 2-а «повстанські» радянські дивізії почали наступ для реалізації російської ідеї створення замість УНР підросійської УСРР. 26 листопада були окуповані Ямпіль, Рильськ, Кореневе, Суджа, Миропілля та інші. 30 листопада всі радянські підрозділи на території України були об'єднані в радянську армію із додаванням у офіційну назву «українська», які в грудні розпочали наступ на Чернігів, Суми, Харків та Київ, воюючи власне проти українських військ УНР. У грудні були окуповані російсько-радянськими військами Новгород-Сіверський, Шостка, Білгород, Вовчанськ, Куп'янськ, Новозибків та Городня. 3 січня 1919 року російсько-радянське військо «Української Радянської Армії» окупувало м. Харків.

## Зміст Ультиматуму
«Совіт народніх комісарів» Російської республіки звинувачено у «втручанні в межі Української Республіки», в тому, що він «перекручує правду», не визнаючи перебування регулярного війська «совітської російської армії» в районі Харкова. Це військо спустошує села, займається мародерством і катує місцеве населення. За його допомогою Раднарком «бажає завести на Україні такий лад, який був би бажаним російському уряду». Російський уряд звинувачено також у тому, що він без усякого на те права втручається у внутрішні справи українського народу.
Перед Радою народних комісарів РСФРР поставлено вимоги:
1. Припинити воєнні операції проти УНР та її народу
2. Негайно вивести свої війська з території України

На відповідь давалося 48 годин. Відмову, ухиляння від прямої відповіді чи мовчання до 24-ї години 11 січня 1919 року Директорія вважатиме офіційним оповіщенням війни з боку РСФРР Українській Народній Республіці «з усіма наслідками, які з цього виходять, як щодо Російської Совітської Республіки, так і щодо всіх її політичних та воєнних агентів на території України».

## Відповідь Росії
10 січня російський комісар із закордонних справ Г. Чичерін надіслав зухвалу телеграму, в якій «с негодованием» вкотре торочив про те, що в Україні немає російських військ, що з Директорією воюють «большевистски настроенные граждане Украины». На додачу наводилася цитата з маніфесту «киевских большевиков»: «обращаясь к советской россии, центральный комитет партии украинских коммунистов-большевиков требует воздействия на анархические банды, скопившиеся у ея границ».
14 січня в газеті «Нова Рада» під заголовком «Війна Росії з Україною» була опублікована заява Директорії з цього приводу: «Директорія Української Народної Республіки заявляє, що відверте оповіщення війни Українській Народній Республіці, яке міститься у відповіді комісара по справах закордонних, Директорія приймає і всі наслідки цього складає на того, хто нападає».